# Гуляй-Гора
Гуляй-Гора — деревня в Наро-Фоминском районе Московской области, входит в состав сельского поселения Волчёнковское. На 2010 год, по данным Всероссийской переписи 2010 года, постоянного населения не зафиксировано, в деревне числятся 2 улицы и 3 тупика. До 2006 года Гуляй-Гора входила в состав Назарьевского сельского округа. Ранее входила в состав Боровского уезда.
Деревня расположена в юго-западной части района, на левом берегу реки Исьма (приток Протвы), примерно в 10 км к востоку от города Верея, высота центра над уровнем моря 175 м. Ближайший населённый пункт — Клин на противоположном берегу реки.

## История
Первое упоминание о деревне, расположенной на высоком берегу реки Исьма, относится к 1617 году.  В то время она называлась Гуляево, без второго слова Гора. В Московском государстве XVI и XVII вв. приграничная зона Боровского, Верейского и Можайского уездов были местом постоянных военных столкновений с польскими захватчиками. В 1612 году поляки были изгнаны из Москвы, но война с Польшей продолжалась до 1618 года . 
Борьбу с ними на западных границах возглавлял в то время князь Дмитрий Михайлович Пожарский, направленный в июне 1615 года в Боровск, для того чтобы собрать здесь войско для дальнейшей борьбы с поляками. Костяк этого войска составляли казаки. В XVII веке в приграничном с поляками Боровске была казачья слобода, располагавшаяся на окраине города по дороге, ведущей через Верею к Можайску. С левой её стороны была Петрова гора, а с правой — Пушкарская слобода, что обеспечивало защиту западной стороны города от внезапного нападения поляков. Недалеко от деревни Клин на возвышенности располагался казачий курень. Это термин монголо-татарского происхождения и означает "кольцо". На горе или возвышенности находился казачий сторожевой пост, обеспечивающий охрану подходов к Боровску со стороны Вереи и Можайска. Казаки — люди вольные, любящие повеселиться и погулять в свободное время, что и послужило названием — Гуляево, на месте которого и выросла деревня Гуляй Гора (Гуляева Гора в XIX, начале XX века).
Второго декабря 1617 года Д.М.Пожарский направил в Москву гонца с вестью о том, что "Константин Дурной да Иван Морин з дворяны и з детьми боярскими да атаманы, он, Иван Филатьев, да Семён Короткий с казаки, сшод, литовских людей в Боровском уезде в деревне Клине побили и языков взяли шляхтичей с под королевича знамени 15 человек". У деревни Клин, произошло столкновение отряда Дмитрия Пожарского с литовцами, союзниками поляков, которых казаки полностью разбили. Польско-литовские воины, одетые в железные латы, выстроили клином перед полем у Гуляево свои отряды, а казаки в противовес им выстроили свою линию защиты по высокому берегу р.Исьма. В результате битвы польско-литовские войска были полностью разбиты.
Во время Великой Отечественной войны зимой 1941 года после прорыва обороны противника на реке Наре 110-я стрелковая дивизия 33-й армии РККА начала успешное наступление в направлении города Вереи. 9 января советские бойцы 1289-го стрелкового полка штурмом овладели деревней Кузьминки. В это время вышел на тылы противника с северо-запада 1287 –й стрелковый полк и захватил деревню Каурцево. Опасаясь окружения, фашистские оккупанты поспешно начали отступать в сторону Вереи. 18 января советские войска освободили деревни Гуляй Гора, Клин, а на следующий день – Верею.

## Достопремичательности
- Развалины господского дома (барской усадьбы) "Барин сад", сохранились пруды, вековые липы и дубы.
- Обелиск павшим героям в Великой Отечественной войне.